# Bamaška konvencija
Bamaška konvencija (s celim imenom Bamaška konvencija o prepovedi uvoza v Afriko in nadzoru prehoda in ravnanja z nevarnimi odpadki v Afriki) je pogodba afriških narodov o prepovedi uvoza vseh nevarnih odpadkov vključno z radioaktivnimi snovmi v 'manj razvite države' sveta. Konvencija je bila sklenjena z dvanajstimi narodi Organizacije afriške enotnosti, v Bamaku (Mali), januarja 1991. V veljavo pa je dogovor stopil leta 1998.
Nujnost bamaške konvencije se utemeljuje z dejstvom, da so mnoge razvite države izvažale nevarne odpadke v Afriko. Pobuda za bamaško konvencijo pa je vzniknila že na baselski konvenciji leta 1989, kjer so želeli doseči prepoved trgovanja z nevarnimi odpadki z manj razvitimi državami, a dogovor ni bil sprejet s strani vseh sodelujočih držav. Pri tem pa je bilo v specifikacijah baselske konvencije tudi veliko pomanjklivosti. Tako na primer ni bilo vključeno ravnanje z radioaktivnimi odpadki.
V seriji dogodkov, ki so vodili do konvencije leta 1989 in kasneje do bamaške konvencije leta 1991, se je najbolj poznan zgodil leta 1987. Takrat sta italijanski podjetji Ecomar in Jelly Wax uvozile 18.000 sodov (2,900 m3) nevarnih odpadkov v Nigerijo. Sodi, ki so jih našli v lagoškem pristanišču, so vsebovali poliklorirane bifenile, ki se uporabljajo za električne napeljave, olja, PVC izdelke, pesticide itd. Shranil jih je lokalni kmet Sunday Nana, za borih 100 dolarjev na mesec. Ko so po določenem času izvozili te odpadke iz Nigerije nazaj v Italijo, je to sprožilo proteste in zaprtje treh italijanskih pristanišč. 